# Karentia
Karentia var en medeltida vendisk stad, belägen på södra delen av Rügen strax söder om det nuvarande Garz i Tyskland.
Karentia, som beskrivs av Saxo Grammaticus, intogs av Valdemar den store 1169, varvid dess tre hedniska tempel förstördes. Karentia var i likhet med Arkona troligen inte någon stad i egentlig mening utan tjänade snarast som en tillflyktsborg under krigstid. Dessutom firades där årligen stora religiösa fester. Utgrävningar på platsen för Karentia företogs 1928.